# Alsóörs, Veszprém
Alsóörs  este un sat în districtul Balatonfüred, județul Veszprém, Ungaria, având o populație de 1.654 de locuitori (2011). 

## Demografie
Componența etnică a satului Alsóörs
     Maghiari (93,97%)
     Germani (4,52%)
     Necunoscut (1,13%)
     Români (0,38%)
     Alții (1,13%)
Componența confesională a satului Alsóörs
     Romano-catolici (34,16%)
     Fără religie (14,63%)
     Reformați (12,64%)
     Luterani (2,12%)
     Atei (1,33%)
     Necunoscută (34,76%)
     Greco-catolici (0,36%)
     Alte religii (1,15%)
Conform recensământului din 2011, satul Alsóörs avea 1.654 de locuitori. Din punct de vedere etnic, majoritatea locuitorilor (93,97%) erau maghiari, cu o minoritate de germani (4,52%). Apartenența etnică nu este cunoscută în cazul a 1,13% din locuitori. Nu există o religie majoritară, locuitorii fiind romano-catolici (34,16%), persoane fără religie (14,63%), reformați (12,64%), luterani (2,12%) și atei (1,33%). Pentru 34,76% din locuitori nu este cunoscută apartenența confesională.